# Tarerío
Tarerío är en ort i Mexiko.   Den ligger i kommunen Tzintzuntzan och delstaten Michoacán de Ocampo, i den södra delen av landet, 260 km väster om huvudstaden Mexico City. Tarerío ligger 2 096 meter över havet och antalet invånare är 277. Den ligger vid sjön Lago de Pátzcuaro.
Terrängen runt Tarerío är huvudsakligen kuperad, men åt sydväst är den platt. Runt Tarerío är det ganska tätbefolkat, med 134 invånare per kvadratkilometer. Närmaste större samhälle är Pátzcuaro, 13,2 km söder om Tarerío. I omgivningarna runt Tarerío växer huvudsakligen savannskog.